# 廖耀湘
廖耀湘（1906年5月16日—1968年12月2日），号建楚，湖南省邵阳县（今新邵县）北乡酿溪镇人，中华民国陸軍中將，陸軍官校6期、法國聖西爾軍校畢業。

## 早年
廖耀湘1918年考入邵阳县立高等小学，1920年毕业。次年，考入长沙岳云中学。1925年，廖耀湘决心投笔从戎，但因缺少盘缠，无法南下投考黄埔军校，转而考入湖南陆军第3师第3旅教导队，毕业后担任班长。1926年，廖耀湘离开湘军，考入黄埔军校第六期騎兵科，1928年毕业后，又考入留学军官预备班。1930年5月赴法国公费留学，先入“法国陆军第一预备学校高等科”学习，之后转入索米尔的“法国陆军骑兵学校轻型机械化部队指挥班”进修，1931年至1936年，在“圣西尔陆军军官学校骑兵科”学习。1936年以第一名毕业于法国圣西尔军校机械化骑兵专业。同年回国，任国民革命军中央军校教导总队军士营连长，骑兵队少校连长。1937年，升任教导总队第2旅中校参谋主任。

## 抗日战争期间
1937年，抗日战争爆发，廖耀湘参加了南京保卫战，战败之际化装突围。国民政府撤退至武汉后，廖耀湘升任军官训练总队上校大队长，并上书蒋介石，提出建军改进方案，得到蒋介石赏识。
1938年3月，廖耀湘因属全军唯一一个具备留学外国机械化专业学历的军官，被提升为装甲兵团扩充成为的摩托化部队第200师少将参谋长。当年9月，200师在湖南湘乡扩充为国民革命军新十一军，旋改为第五军（军长杜聿明），廖任该军所辖新22师副师长兼军干训班主任，因师长邱清泉未到职，廖耀湘代理师长之职。
1939年9月，第5军自广西全州驻地出发参加桂南会战。廖耀湘配合邱清泉指挥新22师，参加了对昆仑关的争夺战。之后，随第5军进入云南滇西驻防，廖耀湘升任新22师师长。
1942年2月，应盟军要求，中国政府组成远征军，进入缅甸作战，新22师作为第5军的一部分一参战。3月，新22师驰援固守同古的第200师，接应其从日军的包围中突围。4月底，因日军攻占腊戍，切断滇缅公路，中国远征军决定撤回国内。廖耀湘随远征军第1路军副司令长官兼第5军军长杜聿明率领所部在缅甸印道集中，准备经密支那归国时，因卡萨失守，被迫向西北退至曼西。之后，杜聿明决心放弃重装备，取道俗称野人山的敏金山脉地区回国。途中因遭遇雨季，山洪暴发，新22师主力因迷失方向，最终撤往印度列多。新22师入缅的9,000人中，战斗阵亡2,000人，撤退中损失4,000人，仅约3,000人抵达印度。
在雷多，补充、重建的新22师、新38师在盟军印缅战区副司令史迪威将军的安排下，受到系统的美式训练和整编，并全部换装美械和美式装备，一跃成为中国军队中装备最好的部队之一，战斗力也得到了质的飞跃。之后，廖耀湘率新22师在缅北战场屡建功勋，先后歼灭日军12,000余人，其中包括日军精锐之一的第18師團。1944年，新22师扩编为新六军，成为国军五大主力之一。1944年底，豫湘桂会战广西、湘西战局危殆，新六军回国驻贵州、湘西。
1945年初，在重庆的陆军大学邀请廖耀湘去做报告传授缅北作战指挥得失与经验。廖耀湘讲此次缅北作战，能够打胜仗，首先是补给充分，“经我们平均计算，摧毁敌人一中队，需要炮弹一千三百发左右。所以我们得到一个最大的教训，就是打仗并不希望炮多，最重要的是炮弹多”。其次是医药卫生完备，“这次新廿二师受伤的竟有5,000多人，但是为什么还能够继续攻击呢，就是因为这些受伤的士兵，能够很快地医好，回来继续作战”。第三则是粮秣充足，“他们的营养，完全是照科学的方法……最重要的是脂肪和肉类”，对指挥经验不过寥寥几句带过。场下期盼聆听战术演说的陆大学员瞠目结舌，军令部部长徐永昌更是气愤“不知蒋先生何以要此种人在此等场合报告此等事”。

## 国共内战期间
第二次国共内战爆发后，新六军被调往东北战场。廖率领新六军于1946年1月抵达东北，到5月，他已经攻下长春等地，但是之后被林彪等人的游击战法拖住手脚，未能北渡松花江。1947年8月，新六军与新三军组成第九兵团，廖出任兵团中将司令，到了1948年，东北战局发生逆转，第九兵团逐步被压缩回沈阳一带。
1948年8月下旬，辽沈战役开始，中国人民解放军包围锦州，希望切断东北战场国军部队的退路。廖奉命前去解锦州之围未果，被解放军反包围于黑山、大虎山一带。但是期间廖耀湘一直在支援锦州，撤回沈阳，营口突围中犹豫，失去了最宝贵的开战初的五天。但锦州战役后，廖耀湘兵团以“滚轮战术”撤退获得了喘息机会并歼灭共军一千余人。廖耀湘由于兵团部及多个军部遭到打击，在一片混乱中10月26日，廖耀湘部被全歼，本人被俘；僅劉玉章部自營口搭艦撤退至葫蘆島。

## 结局
廖被俘之后，被长期关押于北京功德林战犯管理所，1961年12月25日出狱。之后，他担任全国政协文史资料委员会专员。
“文化大革命”中遭到红卫兵羞辱，1968年12月2日廖在批鬥大會上不堪受辱，情緒激動下心臟病發當場猝死。
1980年5月，中共中央、国务院和全国政协组织追悼，将廖耀湘的骨灰盒安放在八宝山革命公墓。